# Iglesia de San Martín de Tours (Alquiza)
La iglesia de San Martín de Tours es un inmueble de la localidad española de Alquiza, en la provincia de Guipúzcoa.

## Descripción
El edificio se encuentra en la localidad española de Alquiza, perteneciente a la provincia de Guipúzcoa, en la comunidad autónoma del País Vasco. Se menciona como iglesia parroquial del lugar en el Diccionario histórico-geográfico-descriptivo de los pueblos, valles, partidos, alcaldías y uniones de Guipúzcoa (1862) de Pablo de Gorosábel, donde aparece descrita con las siguientes palabras:

La iglesia parroquial de esta villa es de la advocacion de San Martin obispo, y su patronato corresponde á la villa, y la administracion de los fondos de la fábrica al rector, alcalde y regidores. Con arreglo al plan beneficial formado en el año de 1815, se halla servida por un cura párroco con título de rector y dos beneficiados. La rectoría se provee á rigurosa oposicion, mediante la cual los propietarios de casas de la jurisdiccion, sea que vivan ó no en ella, hacen la eleccion de entre los que salen aprobados. Los beneficios, con anterioridad al último concordato, se proveian por su magestad en las vacantes de los ocho meses ordinarios, y por el rector en los otros cuatro. Esta iglesia, cuya fábrica es bastante antigua, es una de las mas hermosas y mejor decoradas de los pueblos comarcanos. Su retablo y los dos colaterales son del órden corintio compuesto y los otros dos del corintio simple, hallándose el primero del todo dorado, y los otros dos dorados y pintados.
(Gorosábel, 1862, pp. 17-18)